# Ustupo
Ustupo è una città della Repubblica di Panama, si trova sull'isola di Kaimatar Tupu, arcipelago Ustupo, situato nella provincia Guna Yala e corregimiento Ailigandí, nella parte orientale del paese, 180 km ad est della capitale Panama. L'altezza media di Ustupo sul livello del mare è 5 metri, e conta 2.514 abitanti.
L'aeroporto civile di Ustupu, sulla stessa isola della città, ha codice aeroportuale IATA "UTU".
Il terreno intorno a Ustupo è pianeggiante a est, collinoso a sud-ovest. Il punto più alto nei dintorni è di 480 piedi (146 m) s.l.m., 6,7 km a sud-ovest di Ustupo. L'area intorno a Ustupo è poco densamente popolata, con 12 persone per chilometro quadrato. Ustupo è la più grande città nella zona. Quasi tutta l'area è boschiva. Nella regione intorno a Ustupo, isole, penisole e comune unico. 
Il clima è temperato, la temperatura media è di 22 °C. Il mese più caldo è luglio, con 24 °C e il mese più freddo è aprile, con 20 °C. La media precipitazioni è 3.682 millimetri all'anno. Il mese più piovoso è agosto, con 550 mm di pioggia, mentre il più asciutto è febbraio, con 30 mm di pioggia.